# Nissolia
Nissolia é um género botânico pertencente à família Fabaceae.
O género foi descrito por Nicolaus Joseph von Jacquin e publicado em Enumeratio Systematica Plantarum, quas in insulis Caribaeis 7, 27. 1760. A espécie-tipo é Nissolia fruticosa Vell.
Trata-se de um género reconhecido pelo sistema de classificação filogenética Angiosperm Phylogeny Website. Neste sistema, o género Pseudomachaerium Hassl. é indicado como sinónimo.

## Espécies
O género tem 61 espécies descritas das quais 18 são aceites:
- Nissolia chiapensis Rudd
- Nissolia fruticosa Jacq.
- Nissolia gentryi Rudd
- Nissolia hintonii Sandwith
- Nissolia hirsuta DC.
- Nissolia laxior (Robinson) Rose
- Nissolia leiogyne Sandwith
- Nissolia microptera Poir.
- Nissolia montana Rose
- Nissolia parviflora Moench
- Nissolia platycalyx S.Watson
- Nissolia platycarpa Benth.
- Nissolia pringlei Rose
- Nissolia ruddiae R. Cruz & M. Sousa
- Nissolia schottii A.Gray
- Nissolia setosa Brandegee
- Nissolia uniflora Moench
- Nissolia wislizeni A.Gray